# 唐峻德
唐峻德，清朝官員，本籍直隸。吏員出身。

## 生平
唐峻德於1780年（乾隆45年）接替張啟進，於台灣台北地區擔任台灣府淡水廳新莊巡檢一職，是大台北地區的地方父母官。